# Pinova

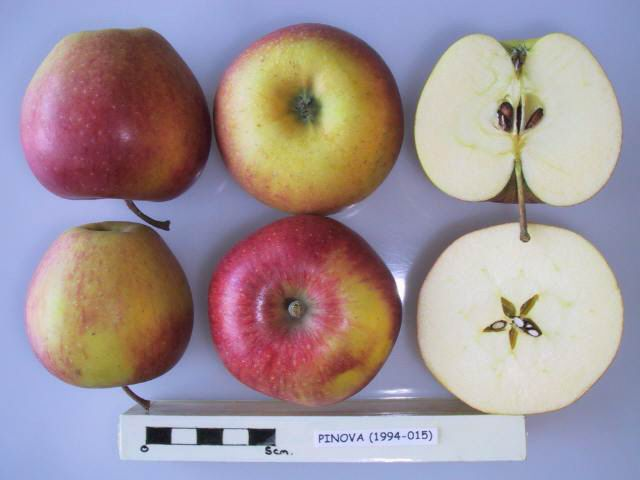

De Pinova (Malus domestica 'Pinova') is sedert 1965 een Duitse appelsoort ontstaan uit een kruising van Golden Delicious met Clivia. Clivia is op haar beurt een kruising tussen Cox's Orange Pippin en Duchess of Oldenburg. 

## Beschrijving
Deze soort is een vrij productief ras met bloei in april. De appels hebben een gele grondkleur met de meestal overheersende dieprode dekkleur. De vorm is rond, middelgroot en soms iets langwerpiger aan de onderzijde. In de Benelux kan er, afhankelijk van het weer, geoogst worden vanaf de laatste week van augustus tot begin oktober. De appels zijn bewaarbaar tot einde maart en hun smaak is zoet tot zachtzuur met veel aroma. Het is een knapperige appel met sappig wit vruchtvlees.

## Bestuiving
Om een goede oogst te verkrijgen bij dit niet zelf bestuivend ras, dienen er een appelbomen van een ander ras binnen de 100m aanwezig te zijn.  De bestuiving kan dan gebeuren door, maar niet beperkt tot, gekende appelrassen zoals Cox, Elstar, Golden Delicious en Granny Smith.

## Geregistreerd handelsmerk
Het ras is niet geregistreerd en wordt dikwijls als alternatief voor de wel geregistreerde en niet voor de privétuin verkrijgbare Pink Lady gebruikt.

## Groei en ontwikkeling
De bomen zijn redelijk productief met veel appels kort bij elkaar. Uitdunning kan toegepast worden om minder maar grotere appels te verkrijgen.

## Ziekten
Deze appelsoort is weinig vatbaar voor ziekten en wordt dan ook aangewend voor zowel normale als biologische teelt. 